# Feminismul în Regatul Unit

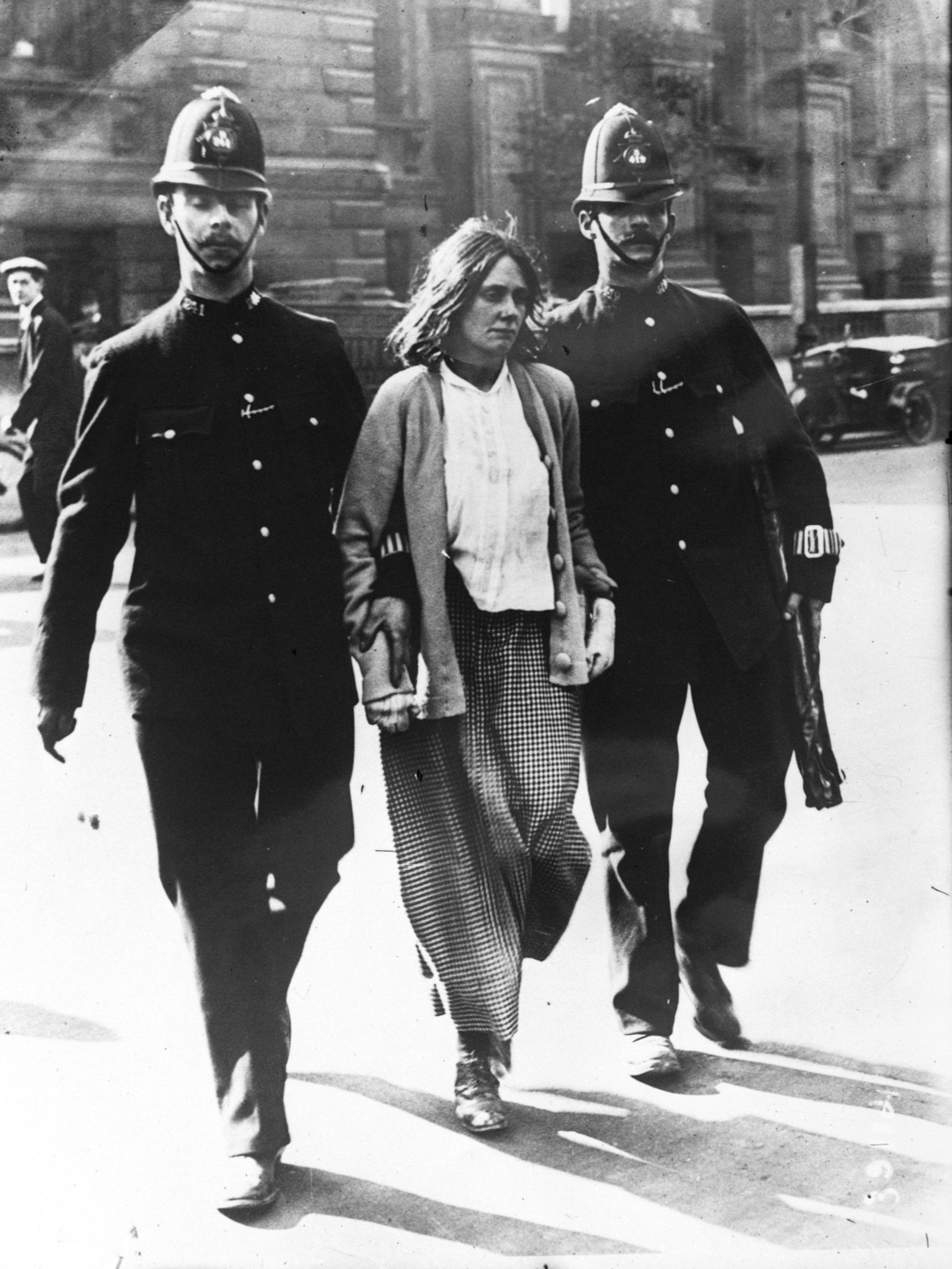
Arestarea unei sufragiste în Londra, 1914.

În Regatul Unit, feminismul are origini vechi. Femeile încep să se integreze în secolul al XVIII-lea. În primă etapă, feministele vor căuta obținerea dreptului la vot, concomitent militând și pentru obținerea altor voturi, precum dreptul la educație, libertatea muncii, drepturi civile etc.